# Painted Dreams
Painted Dreams to jedna z pierwszych oper mydlanych w historii Stanów Zjednoczonych. Odcinek numer 1 został wyemitowany 20 października 1930 roku na antenie radia WGN. Twórczynią audycji była Irna Phillips, która w 1930 została poproszona przez WGN (gdzie pracowała jako aktorka) o stworzenie 15 minutowego serialu "o rodzinie". Rezultatem ich prośby był serial Painted Dreams.